# Asian Film Award
Die Asian Film Awards, kurz AFA (chinesisch 亞洲電影大獎 / 亚洲电影大奖) sind Auszeichnungen für herausragende Leistungen asiatischer Filmschaffender. Bis 2019 wurden die Preise in Hongkong oder Macau im Rahmen des Hong Kong International Film Festivals (HKIFF) vergeben. Ab 2020 soll die Veranstaltung auch an anderen Orten Asiens stattfinden, beginnend mit Busan und dem Busan International Film Festival im Oktober 2020. Die Feierlichkeiten gehören heute zu den einflussreichsten Filmpreisen im asiatischen Raum.
Die erste Veranstaltung fand am 20. März 2007 am Eröffnungsabend des 31. Hong Kong International Film Festivals statt. Eine 21-köpfige Jury mit Vertretern aus allen Ländern Asiens vergibt Preise in zehn Kategorien.
In den ersten beiden Jahren wurde das Event von Filmemachern und Filmen aus Südkorea dominiert, wohingegen 2009 Japan die wichtigsten Auszeichnungen gewinnen konnte. Der japanische Horrorfilmregisseur Kiyoshi Kurosawa gewann mit Tokyo Sonata die Auszeichnungen für den besten Film wie auch für das beste Drehbuch.

## Kategorien
Die Jury der Asian Film Award vergibt regelmäßig Hauptpreise in den folgenden 16 Kategorien. Daneben werden unregelmäßig verschiedene Preise in Sonderkategorien vergeben, wie beispielsweise den Lifetime Achievement Award, den Excellence in Asian Cinema Award, den Rising Star Award, den Next Generation Award, den Preis für den Highest-Grossing Asian Film oder den Zuschauerpreis für People’s Choice for Favourite Actor bzw. People’s Choice for Favourite Actress o. Ä. Die Mitglieder der Jury bestehen aus internationalen Filmschaffenden und reicht von renommierten Darsteller, Regisseure, über Professionellen der Filmindustrie und Medienwirtschaft.
- Bester Film (最佳電影)
- Bester Regisseur (最佳導演)
- Bester Schauspieler (最佳男主角)
- Beste Schauspielerin (最佳女主角)
- Bester Nebendarsteller (最佳男配角)
- Beste Nebendarstellerin (最佳女配角)
- Bester Nachwuchsregisseur (最佳新導演)
- Bester Nachwuchsschauspieler (最佳新演員)
- Bestes Drehbuch (最佳編劇)
- Bester Schnitt (最佳剪接)
- Beste Kamera (最佳攝影)
- Beste Original Filmmusik (最佳電影配樂)
- Bestes Kostümdesign (最佳造型設計)
- Beste Art Direction (最佳美術指導)
- Beste Visual Effects (最佳視覺效果)
- Bester Ton (最佳音響)

Quelle: AFA

## Gewinner der Hauptpreise
| #   | Jahr | Bester Film                                         | Bester Regisseur                                                       | Bester Schauspieler                                    | Beste Schauspielerin                        | Bester Nebendarsteller                                  | Beste Nebendarstellerin                            |
| --- | ---- | --------------------------------------------------- | ---------------------------------------------------------------------- | ------------------------------------------------------ | ------------------------------------------- | ------------------------------------------------------- | -------------------------------------------------- |
| 1.  | 2007 | The Host                                            | Jia Zhangke für Still Life                                             | Song Kang-ho für The Host                              | Miki Nakatani für Memories of Matsuko       | Keine Auszeichnung                                      | Keine Auszeichnung                                 |
| 2.  | 2008 | Secret Sunshine                                     | Lee Chang-dong für Secret Sunshine                                     | Tony Leung für Gefahr und Begierde                     | Jeon Do-yeon für Secret Sunshine            | Sun Honglei für Der Mongole                             | Joan Chen für The Sun Also Rises                   |
| 3.  | 2009 | Tokyo Sonata                                        | Hirokazu Koreeda für Still Walking                                     | Masahiro Motoki für Nokan                              | Zhou Xun für The Equation of Love and Death | Jung Woo-sung für The Good, the Bad, the Weird          | Gina Pareño für Service                            |
| 4.  | 2010 | Mother                                              | Lu Chuan für City of Life and Death – Das Nanjing Massaker             | Wang Xueqi für Bodyguards and Assassins                | Kim Hye-ja für Mother                       | Nicholas Tse für Bodyguards and Assassins               | Kara Hui für At the End of Daybreak                |
| 5.  | 2011 | Uncle Boonmee erinnert sich an seine früheren Leben | Lee Chang-dong für Poetry                                              | Ha Jung-woo für The Yellow Sea                         | Xu Fan für Aftershock                       | Sammo Hung für Ip Man 2                                 | Yoon Yeo-jeong für Das Hausmädchen                 |
| 6.  | 2012 | Nader und Simin – Eine Trennung                     | Asghar Farhadi für Nader und Simin – Eine Trennung                     | Donny Damara für Lovely Man                            | Deanie Ip für A Simple Life                 | Lawrence Ko für Jump Ashin!                             | Shamaine Buencamino für Niño                       |
| 7.  | 2013 | Mystery                                             | Takeshi Kitano für Outrage Beyond                                      | Eddie Garcia für Bwakaw                                | Nora Aunor für Thy Womb                     | Nawazuddin Siddiqui für Talaash: The Answer Lies Within | Makiko Watanabe für Capturing Dad                  |
| 8.  | 2014 | The Grandmaster                                     | Wong Kar-Wai für The Grandmaster                                       | Irrfan Khan für Lunchbox                               | Zhang Ziyi für The Grandmaster              | Huang Bo für No Man’s Land                              | Yeo Yann Yann für Ilo Ilo                          |
| 9.  | 2015 | Blind Massage                                       | Ann Hui für The Golden Era                                             | Liao Fan für Feuerwerk am helllichten Tage             | Bae Doona für Dohee – Weglaufen kann jeder  | Wang Zhiwen für The Golden Era                          | Chizuru Ikewaki für Soko nomi nite hikari kagayaku |
| 10. | 2016 | The Assassin                                        | Hou Hsiao-Hsien für The Assassin                                       | Lee Byung-hun für Inside Men                           | Shu Qi für The Assassin                     | Tadanobu Asano für Journey to the Shore                 | Zhou Yun für The Assassin                          |
| 11. | 2017 | I Am Not Madame Bovary                              | Na Hong-jin für The Wailing – Die Besessenen                           | Tadanobu Asano für Harmonium                           | Fan Bingbing für I Am Not Madame Bovary     | Lam Suet für Trivisa                                    | Moon So-ri für Die Taschendiebin                   |
| 12. | 2018 | Youth                                               | Yūya Ishii für The Tokyo Night Sky Is Always the Densest Shade of Blue | Louis Koo für Paradox                                  | Sylvia Chang für Love Education             | Yang Ik-june für Wilderness                             | Kitty Zhang für Legend of the Demon Cat            |
| 13. | 2019 | Shoplifters – Familienbande                         | Lee Chang-dong für Burning                                             | Kōji Yakusho für The Blood of Wolves                   | Samal Jeslämowa für Ayka                    | Zhang Yu für Dying to Survive                           | Kara Hui für Tracey                                |
| 14. | 2020 | Parasite                                            | Wang Xiaoshuai für Bis dann, mein Sohn                                 | Lee Byung-hun für Das Attentat – The Man Standing Next | Zhou Dongyu für Better Days                 | Ryō Kase für To the Ends of the Earth                   | Samantha Ko für A Sun                              |
| 15. | 2021 | Wife of a Spy                                       | Zhang Yimou für Eine Sekunde                                           | Yoo Ah-in für Voice of Silence                         | Yū Aoi für Wife of a Spy                    | Kim Hyun-bin für The Silent Forest                      | Aju Makita für True Mothers                        |
| 16. | 2023 | Drive My Car                                        | Hirokazu Koreeda für Broker                                            | Tony Leung Chiu-wai für Where the Wind Blows           | Tang Wei für Die Frau im Nebel              | Hio Miyazawa für Egoist                                 | Kim So-jin für Emergency Declaration               |

Quelle: AFA, AsianFilmAwards.org